# Mehmetakif, Fatsa
Mehmetakif là một xã thuộc huyện Fatsa, tỉnh Ordu, Thổ Nhĩ Kỳ. Dân số thời điểm năm 2010 là 43 người.